# Liste der Provinzen Afghanistans

Distrikteinteilung von Afghanistan

Afghanistan gliedert sich in 34 Provinzen (velayat), denen jeweils ein Gouverneur (waali) vorsteht, welcher von der Zentralregierung in Kabul ernannt oder bestätigt wird.
Am 13. April 2004 fand die letzte Umstrukturierung der Provinzen statt. Neu geschaffen wurden dabei die Provinzen Pandschschir, Daikondi, Chost, Kunar, Nuristan und Sar-i Pul. Die Provinzen selbst sind wiederum in Distrikte untergliedert.
Die in der Tabelle angegebenen Bevölkerungszahlen sind Schätzungen von 2015.

## Liste
| Lage | Provinz                    | Hauptstadt        | Fläche in km² | Einwohner | Anmerkungen |
| ---- | -------------------------- | ----------------- | ------------- | --------- | --- |
|      | Badachschan بدخشان         | Faizabad          | 44.059        | 951.000   | grenzt im Norden an Tadschikistan, im Osten an China und im Südosten an Pakistan. |
|      | Badghis بادغیس             | Qala-i-Naw        | 20.591        | 496.000   | grenzt im Norden an den Staat Turkmenistan. |
|      | Baglan بغلان               | Pol-e Chomri      | 21.118        | 910.800   | |
|      | Balch بلخ                  | Masar-e Scharif   | 17.249        | 1.325.700 | |
|      | Bamiyan بامیان             | Bamiyan           | 14.175        | 447.200   | |
|      | Daikondi دایکندی/دايکندي   | Nili              | 18.200        | 424.300   | Provinz wurde am 28. März 2004 geschaffen, ehemals nördlicher Teil der Provinz Orūzgān |
|      | Dschuzdschan جوزجان        | Scheberghan       | 11.798        | 540.300   | |
|      | Farah فراه                 | Farah             | 48.471        | 507.400   | |
|      | Faryab فاریاب              | Maimana           | 20.293        | 998.100   | |
|      | Ghazni غزنى/غزني           | Ghazni            | 22.915        | 1.228.800 | |
|      | Ghor غور                   | Tschaghtscharan   | 36.479        | 690.300   | |
|      | Helmand هلمند              | Laschkar Gah      | 58.584        | 924.700   | |
|      | Herat هرات                 | Herat             | 54.778        | 1.890.200 | |
|      | Kabul کابل                 | Kabul             | 4.462         | 4.373.000 | Die Provinz beherbergt die gleichnamige Landeshauptstadt und hat die meisten Einwohner, wie auch die höchste Bevölkerungsdichte (rund 980 Einwohner pro km²); sie ist die wichtigste Siedlung der Tadschiken in Afghanistan, die hier mehr als die Hälfte der Bevölkerung stellen. |
|      | Kandahar قندهار/کندهار     | Kandahar          | 54.022        | 1.226.600 | |
|      | Kapisa کاپيسا              | Mahmud-e Raqi     | 1.842         | 441.000   | |
|      | Chost خوست                 | Chost             | 4.152         | 574.600   | |
|      | Kunar کنر/کونړ             | Asadabad          | 4.942         | 450.700   | |
|      | Kundus کندوز               | Kundus            | 8.040         | 1.010.000 | |
|      | Laghman لغمان              | Mehtarlam         | 3.843         | 445.600   | |
|      | Lugar لوگر/لوګر            | Pul-i-Alam        | 3.880         | 392.000   | |
|      | Nangarhar ننگرهار/ننګرهار  | Dschalalabad      | 7.727         | 1.517.400 | |
|      | Nimrus نیمروز              | Sarandsch         | 41.005        | 165.000   | am dünnsten besiedelte Provinz (nur 4 Einwohner pro km²) |
|      | Nuristan نورستان           | Parun             | 9.225         | 148.000   | |
|      | Paktia پکتیا               | Gardez            | 6.432         | 552.000   | |
|      | Paktika پکتیکا             | Scharan           | 19.482        | 434.700   | |
|      | Pandschschir پنجشیر/پنجشېر | Bazarak           | 3.610         | 153.500   | Provinz wurde am 13. April 2004 geschaffen, ehemals nördlicher Teil der Provinz Kapisa; sowohl von der Fläche als auch von der Bevölkerung her die zweitkleinste Provinz |
|      | Parwan پروان               | Tscharikar        | 5.974         | 664.500   | |
|      | Samangan سمنگان/سمنګان     | Aybak             | 11.262        | 387.900   | |
|      | Sar-i Pul سرپل             | Sar-i Pul         | 15.999        | 559.600   | |
|      | Tachar تخار                | Taloqan           | 12.333        | 983.300   | |
|      | Urusgan اروزگان/روزګان     | Tarin Kut         | 12.600        | 386.800   | |
|      | Wardak وردک/وردګ           | Maidan Schahr     | 8.938         | 596.300   | |
|      | Zabul زابل                 | Qalāt-i Ghildschī | 17.343        | 304.100   | |

## Belege
1. ↑  Afghanistan. In: citypopulation.de. Abgerufen am 8. Januar 2016.